# William Hootkins
William Hootkins (født 5. juli 1948 - død 23. oktober 2005) var en amerikansk skuespiller. Han var kendt som Jek Tono Porkins i Star Wars Episode IV: A New Hope fra (1977), Major Eaton	i Jagten på den forsvundne skat fra (1981), og Lt. Eckhardt i Batman fra (1989).